# District Rēzekne
Het district Rēzekne (Rēzeknes rajons) is een voormalig district in het zuidoosten van Letland, in de historische regio Letgallen.
Het bestuurscentrum Rēzekne behoorde niet tot het district, maar was een zelfstandig stadsdistrict (lielpilsētas).